# Bibliodrama
Das Bibliodrama ist eine kreativ-darstellende Zugangsweise zu biblischen Texten und gleichzeitig zur eigenen Persönlichkeit. Die Teilnehmer übernehmen Rollen aus dem biblischen Text und agieren diese in improvisierendem Spiel in einer Gruppe aus. Bibliodramaprozesse werden im Normalfall von ausgebildeten Fachleuten geleitet.

## Zweck
In der Identifikation mit biblischem Geschehen, den Personen, Bildern und Symbolen geht es darum, die darin angesprochenen menschlichen Grunderfahrungen
- handelnd zu ergründen und  ähnliche Erfahrungen bewusst werden zu lassen oder neu zu entdecken;
- mit den Lebenserfahrungen in der heutigen Gesellschaft zu vergleichen;
- mit den eigenen Wahrnehmungen und Erfahrungen zu konfrontieren und dadurch den eigenen Lebens- und Glaubensprozess zu fördern.

Aufgabe der Leitungsperson ist es, immer neu den Ausgleich zwischen den drei Polen Bibeltext – Gruppe – Individuum zu schaffen. Sie eröffnet durch eine klare Anleitung des jeweiligen Settings „Spielräume“, die die Teilnehmer mit ihrer Persönlichkeit füllen können.

## Entstehung
Dramatisierungen biblischer Texte haben lange Tradition (u. a. mittelalterliche Mysterienspiele). Die berühmteste Form davon waren und sind immer noch Passionsspiele wie in Oberammergau. Seit den 1960er Jahren wurden von verschiedenen Seiten her, besonders in Deutschland, Spielformen und Methoden der (kirchlichen) Gruppenarbeit entwickelt, in denen es nicht mehr um die Aufführung und den kathartischen Effekt bei den Zuschauern ging, sondern wo das persönliche Erleben und das Gruppenerleben der Spieler im Zentrum steht.
Das Bibliodrama hat viele Quellen: Kreative Bibelarbeit, Theaterpädagogik, Rollenspiel, themenzentriertes Theater (TZT), themenzentrierte Interaktion (TZI), Gestalttherapie, Psychodrama, Playbacktheater, verschiedene Formen von Körperarbeit uvm. Dementsprechend gibt es auch unterschiedliche Ausgestaltungen davon.

## Einsatz
Das Bibliodrama wird meist in religiöser und kirchlicher Erwachsenenbildung eingesetzt. Mit bibliodramatischen Elementen kann aber auch im Religionsunterricht oder in der Jugendarbeit gearbeitet werden. Es kann in Workshops von 2 bis 3 Stunden oder über mehrere Tage hinweg wirksam umgesetzt werden.
Abgeleitet vom Psychodrama, in dem in therapeutischer Absicht Situationen aus der Biografie nachgespielt werden, wird Bibliodrama auch in seelsorgerlichen oder therapeutischen Kontexten eingesetzt. Dabei wird davon ausgegangen, dass biblische Texte archetypische Krisensituationen aufnehmen. Im bibliodramatischen Spiel werden diese Krisen wieder durchlebt, neu gedeutet und eventuell überwunden.